# Франсіско Говіньйо Ліма
Франсіско Говіньйо Ліма (порт. Francisco Govinho Lima, нар. 17 квітня 1971, Манаус) — бразильський футболіст, що грав на позиції півзахисника, зокрема за низку європейських команд. По завершенні ігрової кар'єри — тренер.

## Ігрова кар'єра
У дорослому футболі дебютував 1990 року виступами за команду «Ферровіаріо», в якій провів чотири сезони, після чого протягом 1994–1996 років захищав кольори «Сан-Паулу». 
Влітку 1998 року 25-річний півзахисник уклав контракт з турецьким, «Ґазіантепспором», а за два роки перебрався до першості Швейцарії, ставши гравцем «Цюриха». Згодом протягом 1999–2004 років грав в Італії, провів по одному сезону в «Лечче» та «Болоньї», доки не отримав запрошення до «Роми». У римській команді досвідчений півзахисник здобув свій перший за роки європейського етапу кар'єри трофей — Суперкубок Італії 2001, хоча безпосередньої участі у грі за нього не брав.
Влітку 2004 року «вовки» погодили перехід 33-річного бразильця за 5,7 мільйонів євро до московського «Локомотива». Того ж року допоміг «залізничникам» стати чемпіонами Росії, а наступного року додав до своїх трофеїв Суперкубок Росії. Першу половину 2006 року провів в оренді у клубі «Катар СК», після чого повернувся до Росії і ще півроку грав за московське «Динамо».
2007 року уклав контракт з італійською «Брешією», згодо грав у США за «Сан-Хосе Ерзквейкс» та знов в Італіх за «Таранто». Завершував кар'єру на батьківщині, де протягом 2009–2011 років встиг змінити декілька команд. 
Після завершення кар'єри повернувся до Італії, де 2016 року 45-річний бразилець ненадовго відновив кар'єру, погравши в одній з регіональних ліг країни за «Отранто» і «Атлетіко Арадео».
Згодом спробував свої сили на тренерській роботі, також у представниках регіональної ліги Апулії — «Уджано Кальчьо» і «Дегі Кальчьо».

## Титули і досягнення
- Володар Суперкубка Італії з футболу (1):

«Рома»: 2001
- Чемпіон Росії (1):

«Локомотив» (Москва): 2004
- Володар Суперкубка Росії (1):

«Локомотив» (Москва): 2005
- Володар Кубка КОНМЕБОЛ (1):

«Сан-Паулу»: 1994
- Переможець Рекопи Південної Америки (1):

«Сан-Паулу»: 1994